# Valpuiseaux

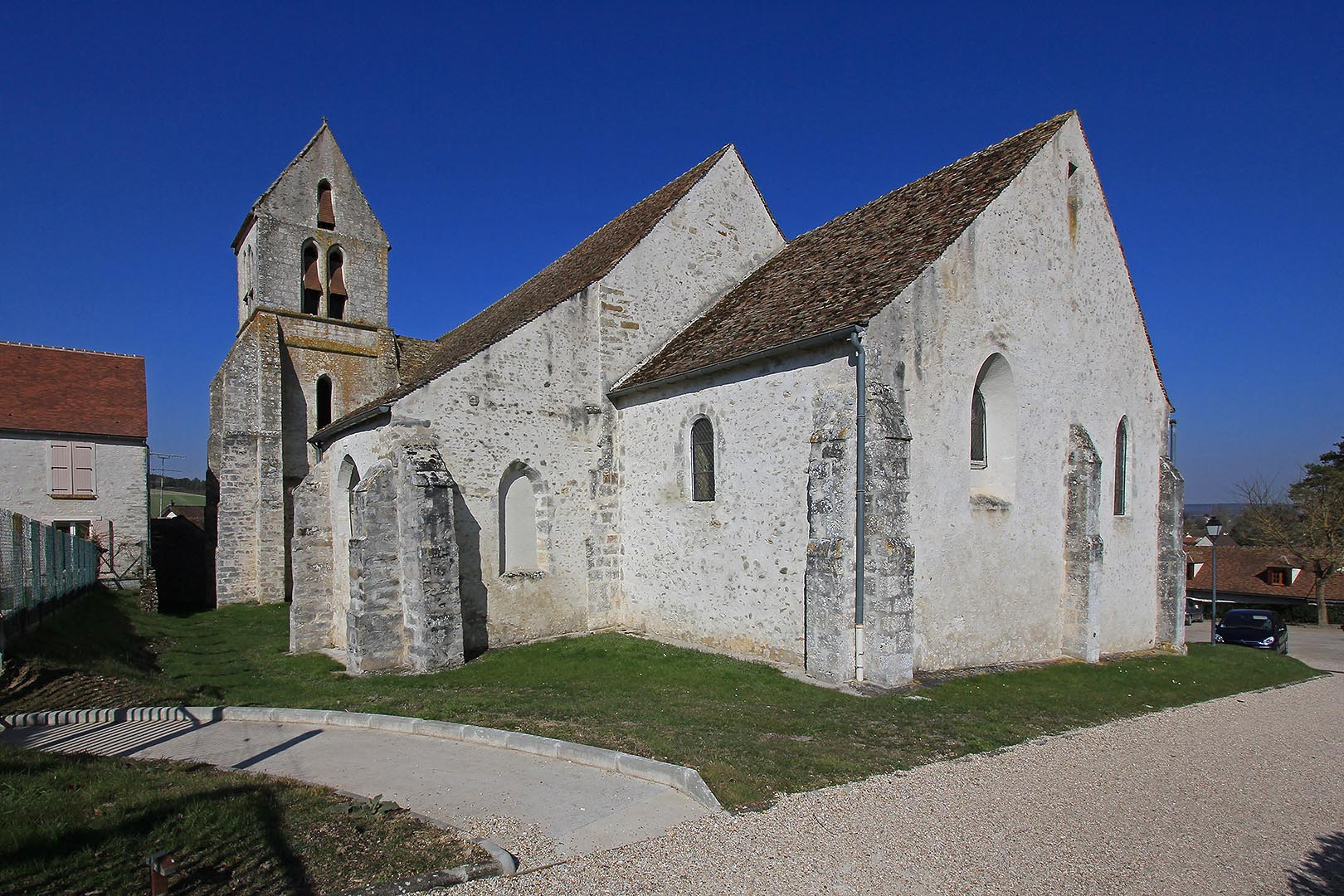
Kerk

Valpuiseaux is een gemeente in het Franse departement Essonne (regio Île-de-France) en telt 514 inwoners (1999). De plaats maakt deel uit van het arrondissement Étampes.

## Geografie
De oppervlakte van Valpuiseaux bedraagt 18,7 km², de bevolkingsdichtheid is 27,5 inwoners per km².
De onderstaande kaart toont de ligging van Valpuiseaux met de belangrijkste infrastructuur en aangrenzende gemeenten.

## Demografie
Onderstaande figuur toont het verloop van het inwonertal (bron: INSEE-tellingen).